# Гильом Гуго де Бо
Гильом Гуго де Бо (фр. Guillaume Hugues des Baux, умер в 1105, Триполи) — сеньор де Бо после 1059 года.
Сын Гуго I де Бо и Инаурис д’Апт. Упоминается в документах с 1046. В 1095 вместе с женой Вьерной и сыновьями Раймондом и Гильомом взял крест, чтобы отправиться в Первый крестовый поход вместе со своим другом Раймундом Сен-Жилем.
В 1105 вновь поехал в Палестину на помощь Раймунду, и умер в том же году в Триполи.

## Семья
Жена: Вьерна N. Дети:
- Гуго (ум. после 1091)
- Раймонд I де Бо
- Гильом
- Понсия. Муж (1114): Гильом Ренуар, сеньор де Мезенас